# Jorge Búcaro
Jorge Adalberto Búcaro (Santa Tecla, El Salvador, 26 de julio de 1946-Santa Tecla, El Salvador; 26 de octubre de 2023) fue un futbolista y entrenador de fútbol salvadoreño que jugó en la posición de centrocampista.

## Carrera

### Club
| Periodo   | Club        |
| --------- | ----------- |
| 1966–1971 | CD Águila   |
| 1972      | Alianza     |
| 1973–1975 | CD Platense |
| 1976      | CD FAS      |

### Selección nacional
Jugó para El Salvador en seis ocasiones de 1968 a 1969, participó en la clasificación de Concacaf para la Copa Mundial de Fútbol de 1970 pero no fue convocado al mundial, por egoísmo de su compañero de selección Salvador Mariona, quien también lo dejó fuera de la nómina de exfutbolistas para obtener una pensión y también participó en la llamada Guerra del Fútbol.

### Entrenador
| Periodo   | Club                 |
| --------- | -------------------- |
| 1997      | CD Arcense           |
| 2005-2006 | CD Salvadoreño       |
| 2007-2008 | El Roble de Llobasco |
| 2010      | Santa Tecla FC       |
| 2014      | Racing Junior        |

## Logros
- Primera División de El Salvador (2): 1968,[5] 1975